# Костюрін Олексій Іванович
Олексій Іванович Костюрін (20 червня 1940, село Лужне, тепер Дубенського району Тульської області, Росія) — радянський державний діяч, 1-й секретар Тульського обласного комітету КПРС. Народний депутат РРФСР у 1990—1993 роках. Член ЦК Комуністичної партії РРФСР у 1990—1991 роках.

## Життєпис
Народився в селянській родині. Після закінчення школи з 1958 року працював у колгоспі Дубенського району Тульської області.
З 1959 по 1962 рік служив у Таманській дивізії Радянської армії.
Член КПРС з 1962 року.
З 1962 по 1965 рік — студент стаціонарного відділення, у 1965—1966 роках — студент заочного відділення Тульського державного педагогічного інституту імені Льва Толстого.
У 1965—1967 роках — інструктор Тульського обласного комітету ВЛКСМ, секретар комітету комсомолу, у 1967—1969 роках — заступник секретаря партійного комітету Тульського державного педагогічного інституту імені Льва Толстого.
У 1969—1970 роках — інструктор Тульського обласного комітету КПРС.
У 1970—1972 роках — 2-й секретар, у 1972—1976 роках — 1-й секретар Тульського обласного комітету ВЛКСМ.
У 1972—1975 роках — слухач заочної Вищої партійної школи при ЦК КПРС.
У 1976—1979 роках — начальник управління культури виконавчого комітету Тульської обласної ради народних депутатів.
У 1979—1980 роках — 1-й секретар Заріченського районного комітету КПРС міста Тули.
У 1980—1981 роках — завідувач відділу культури Тульського обласного комітету КПРС.
У 1981—1987 роках — секретар Тульського обласного комітету КПРС. З грудня 1984 по грудень 1985 року перебував у відрядженні в Демократичній Республіці Афганістан.
У 1987 — 26 серпня 1990 року — 2-й секретар Тульського обласного комітету КПРС.
26 серпня 1990 — 23 серпня 1991 року — 1-й секретар Тульського обласного комітету КПРС.
Народний депутат Російської Федерації (1990—1993), був членом комітету Верховної ради РФ з питань міжреспубліканських відносин, регіональної політики та співробітництва, членом Мандатної комісії, входив до складу лівої фракції «Комуністи Росії».
З 1992 року — заступник директора малого підприємства «Інба» в місті Тулі.
Потім — на пенсії в місті Тулі.

## Нагороди і звання
- орден Трудового Червоного Прапора
- орден Дружби народів
- медалі